# Kitika Jima
Kitika Jima (Gambela, 27 de agosto de 2000) es un futbolista etíope que juega en la demarcación de delantero para el Ethiopian Insurance FC de la Liga etíope de fútbol.

## Selección nacional
El 14 de enero de 2023 hizo su debut con la selección de fútbol de Etiopía en un encuentro del Campeonato Africano de Naciones de 2022 contra Mozambique que finalizó con un resultado de empate a cero.

## Clubes
| Club                   | País    | Año       | Partidos | Goles |
| ---------------------- | ------- | --------- | -------- | ----- |
| Ethiopian Coffee FC    | Etiopía | 2017-2019 |          |       |
| Ethiopian Insurance FC | Etiopía | 2019-     | 26       | 5     |